# Thallumetus octomaculellus
Thallumetus octomaculellus är en spindelart som först beskrevs av Willis J. Gertsch och Davis 1937.  Thallumetus octomaculellus ingår i släktet Thallumetus och familjen kardarspindlar. Inga underarter finns listade i Catalogue of Life.